# Стефан Стойнов
Стефан Петков Стойнов е български шахматист, кандидат майстор. Един от най-активните шахматни деятели. За период от 15 години е обучил над 500 свои ученици. Над 10 шампиони на България в различни възрастови групи са учили шахматната игра при него. През 2010 г. неговата възпитаничка Габриела Антова става европейска шампионка по ускорен шахмат за момичета до 8 г. и европейска шампионка по класически шахмат в Батуми, Грузия.
Стефан Стойнов започва да играе шахмат в родния си град. Като състезател постига успехи предимно на регионални състезания, шампион е на Русенска и Ловешка област, както и на София. След приключване на състезателната си дейност става треньор първоначално в Русе, а впоследствие във Велико Търново и София. Понастоящем е треньор в ШК „Шах 21“, София.
По образование е инженер, завършва Русенския университет „Ангел Кънчев“.